# Bistum Banjul
Das immediate Bistum Banjul (lateinisch Dioecesis Baniulensis, englisch Diocese of Banjul) ist ein in Gambia gelegenes römisch-katholisches Bistum mit Sitz in Banjul.

## Geschichte
Das Bistum wurde am 6. Mai 1931 als Mission sui juris begründet und, nachdem es am 8. März 1951 zur Apostolischen Präfektur Bathurst in Gambia geworden war, am 24. Juni 1957 zum Bistum Bathurst in Gambia erhoben. Am 9. Mai 1974 erfolgte, nach der Namensänderung der Hauptstadt, die Namensänderung in Bistum Banjul.
Das Gebiet ist ein altes Missionsgebiet der Spiritanerpatres, die auch heute noch den Bischof der Diözese stellen. Es umfasst das ganze Land Gambia (11.295 km²) und zählte 2006 etwa 42.400 Katholiken. Seit den 1980er-Jahren hat Banjul einheimische Diözesanpriester, 2002 waren es 13, so dass man nicht mehr ausschließlich auf die zwölf Ordenspriester angewiesen ist, welche zu einem großen Teil aus dem Ausland stammen. Des Weiteren leben in den 56 Pfarreien der Diözese auch elf Laienbrüder und 45 Ordensschwestern.

## Bischöfe
Von 1981 bis 2006 war Bischof Michael J. Cleary CSSp (1925–2020) im Amt, bis er achtzigjährig aus Altersgründen zurücktrat. Sein Rücktrittsgesuch wurde von Papst Benedikt XVI. am 25. Februar angenommen und Bischof Robert Patrick Ellison CSSp (* 12. Februar 1942) wurde zu seinem Nachfolger bestimmt.
Zu erwähnen ist noch, dass der bekannte Bischof Johannes Dyba (1929–2000) am 25. August 1979 von Papst Johannes Paul II. zum Apostolischen Pronuntius in Liberia und Gambia sowie zum Apostolischen Delegaten für Guinea und Sierra Leone ernannt wurde.
Liste der Bischöfe
Apostolische Präfekten der Apostolischen Präfektur Bathurst:
1. 1931–1946: John Meehan CSSp
2. 1946–1951: Matteo Farrelly CSSp

Bischöfe des Bistums Bathurst (später Bistum Banjul):
1. 1951–1981: Michael Joseph Moloney CSSp
2. 1981–2006: Michael J. Cleary CSSp
3. 2006–2017: Robert Patrick Ellison CSSp
4. seit 2017: Gabriel Mendy CSSp